# Quận Boone, Missouri
Quận Boone là một quận thuộc tiểu bang Missouri, Hoa Kỳ. Theo điều tra dân số năm 2000 của Cục điều tra dân số Hoa Kỳ, quận có dân số người 2. Quận lỵ đóng ở 6

## Địa lý
Theo Cục điều tra dân số Hoa Kỳ, quận có tổng diện tích km2, trong đó có km2 là diện tích mặt nước.

## Thông tin nhân khẩu
Theo điều tra dân 2 năm 2000, quận đã có dân số 135.454 người, 53.094 hộ gia đình, và 31.378 gia đình sống trong quận hạt. Mật độ dân số là 198 người trên một dặm vuông (76/kmТВ). Có 56.678 đơn vị nhà ở mật độ trung bình là 83 trên một dặm vuông (32/kmТВ). Cơ cấu dân tộc của cư dân sinh sống ở quận này bao gồm 85,43% người da trắng, 8,54% da đen hay Mỹ gốc Phi, 0,42% người Mỹ bản xứ, 2,96% châu Á, Thái Bình Dương 0,03%, 0,69% từ các chủng tộc khác, và 1,93% từ hai hoặc nhiều chủng tộc. 1,78% dân số là người Hispanic hay Latino thuộc một chủng tộc nào. 24,6% tuyên bố của Đức, 12,3% người Mỹ, 11,2% người gốc Anh và 9,8% gốc Ailen theo điều tra dân số năm 2000.
Có 53.094 hộ, trong đó 30,30% có trẻ em dưới 18 tuổi sống chung với họ, 45,50% là đôi vợ chồng sống với nhau, 10,40% có nữ hộ và không có chồng, và 40,90% là không lập gia đình. 28,70% hộ gia đình đã được tạo ra từ các cá nhân và 6,20% có người sống một mình 65 tuổi hoặc cao tuổi hơn. Cỡ hộ trung bình là 2,38 và cỡ gia đình trung bình là 2,97.
Trong quận này cơ cấu độ tuổi dân cư bao gồm 22,80% dưới độ tuổi 18, 19,90% 18-24, 29,90% 25-44, 18,80% từ 45 đến 64, và 8,60% từ 65 tuổi trở lên. Độ tuổi trung bình là 30 năm. Đối với mỗi 100 nữ có 93,50 nam giới. Đối với mỗi 100 nữ 18 tuổi trở lên, đã có 90,90 nam giới.
Thu nhập trung bình cho một hộ gia đình trong đã đạt mức USD 37.485, và thu nhập trung bình cho một gia đình là USD 51.210. Phái nam có thu nhập trung bình USD 33.304 so với 25.990 USD của phái nữ. Thu nhập bình quân đầu người là 19.844 USD. Có 7,60% gia đình và 14,50% dân số sống dưới mức nghèo khổ, bao gồm 12,10% những người dưới 18 tuổi và 5,90% của những người 65 tuổi hoặc hơn.